# Lista castelelor și conacelor din județul Timiș
Excluzând municipiile Timișoara și Lugoj, pe teritoriul județului Timiș există sau au existat 31 de castele și conace. Conacele sunt cu precădere exemplificarea arhitectonică a perioadei iluministe și romantice în Banat, în arhitectura lor regăsindu-se îndeosebi elemente baroce și neoclasice.
| Imagine | Nume                            | Localitate      | Stil arhitectural | Data construcției              | Note |
| ------- | ------------------------------- | --------------- | ----------------- | ------------------------------ | --- |
|         | Conacul Ambrózy                 | Remetea Mare    |                   | 1820                           | TM-II-m-A-06276 |
|         | Conacul Ambrózy de Séden        | Herneacova      |                   | Secolul al XIX-lea             | |
|         | Conacul Andrașiu                | Murani          |                   | Mijlocul secolului al XIX-lea  | După 1990, conacul a fost restituit urmașilor lui Gheorghe Andrașiu.                                                                      |
|         | Conacul Beniczky (Antonia)      | Folea           |                   | 1905                           | |
|         | Conacul Biled                   | Biled           |                   | Post-1788                      | Clădirea a aparținut Arhiepiscopiei din Zagreb.                                                                                           |
|         | Conacul Csekonics               | Jimbolia        |                   | Începutul secolului al XIX-lea | Transformat în prezent în sediu al Primăriei orașului Jimbolia                                                                            |
|         | Conacul Damaszkin               | Beregsău Mic    |                   | 1788                           | Conacul a fost dat în grija unei localnice din Beregsău Mic, Ivanca Arsin, care a transformat una dintre încăperi în birou de topografie. |
|         | Conacul Globusitzky             | Sculia          |                   |                                | |
|         | Conacul Gorovei                 | Gătaia          |                   | Post 1823                      | Conacul a fost puternic modificat în perioada comunistă, când a fost supraînălțat și transformat în depozit de grâne.                     |
|         | Conacul Gudenus                 | Gad             | Baroc             | Începutul secolului al XIX-lea | |
|         | Conacul Gyertyánffy             | Giera           |                   | 1829                           | |
|         | Conacul Herglotz                | Herendești      |                   | Sfârșitul secolului al XIX-lea | |
|         | Castelul Huniade                | Timișoara       | Neogotic          | 1443–1447                      | Din 1947 castelul găzduiește Muzeul Banatului.                                                                                            |
|         | Castelul Karátsonyi             | Banloc          | Renascentist      | 1750                           | În prezent castelul este revendicat de Prințul Paul al României.                                                                          |
|         | Conacul Liptay                  | Lovrin          |                   | Secolul al XIX-lea             | |
|         | Conacul Manaszy                 | Hodoni          |                   | 1840                           | |
|         | Conacul Manaszy–Barco de Hodony | Satchinez       |                   | 1840                           | |
|         | Castelul Mercy                  | Carani          |                   | 1733–1734                      | După 1989 castelul a fost restituit unui urmaș din Austria.                                                                               |
|         | Conacul Mocioni                 | Foeni           |                   | 1750                           | |
|         | Castelul Nakó                   | Sânnicolau Mare | Neoclasic         | 1864                           | Restaurat cu fonduri europene, castelul adăpostește Casa de Cultură și Muzeul orașului.                                                   |
|         | Conacul Nikolici                | Rudna           |                   | 1781–1782                      | Restaurat de cuplul româno-german Maria și Willie Radermacher.                                                                            |
|         | Conacul Ottlik                  | Izvin           |                   | 1893                           | |
|         | Castelul Pălărierului           | Periam          |                   | 1892                           | În castel funcționează fabrica de pălării Lux Periam.                                                                                     |
|         | Conacul Petala                  | Clopodia        | Baroc             | 1840                           | Construcția a fost dată spre vânzare la prețul de 180.000 de euro.                                                                        |
|         | Conacul San Marco               | Comloșu Mare    |                   | 1840                           | O aripă a castelului se află în proprietate privată, iar cealaltă găzduiește sediul primăriei.                                            |
|         | Conacul Uzbašić                 | Cenei           |                   | 1904                           | |
|         | Conacul Vârgici                 | Sinersig        |                   | 1869                           | Conacul adăpostește un centru de recuperare pentru persoane cu dizabilități psihiatrice.                                                  |
|         | Conacul Wimpffen                | Mașloc          |                   | 1855                           | Este transformat în magazin privat. |